# Škoda 30.5 cm Mörser M. 11
A Škoda 30.5 cm Mörser M. 11 mozsár a Škoda Művek által készített lőfegyver az Osztrák–Magyar Monarchia hadserege számára.

## Fejlesztés
A fejlesztési megállapodás 1906-ban jött létre az osztrák-magyar hadvezetőség és a pilseni Škoda Művek között. A cél egy olyan fegyver előállítása volt, amely képes leküzdeni a masszív belga és olasz betonerődöket. A fejlesztés 1909-ig tartott, az első prototípus megépítéséig. A kipróbálásra 1910-ben, titokban került sor Magyarországon.
A fegyver képes volt átütni a 2 méter vastag megerősített betont különleges nehéz páncéltörő lövedék segítségével. Ennek tömege 384 kg volt. Az első darabokkal volt néhány technikai probléma, de a hibák kijavítása után újabb próbalövészetet tartottak 1911-ben, ezúttal Felixdorfban és Tirol hegyei között. Ezt követően Moritz von Auffenberg tábornok, a hadügyminiszter megrendelt 24 darabot az új fegyverből.

## Leírás

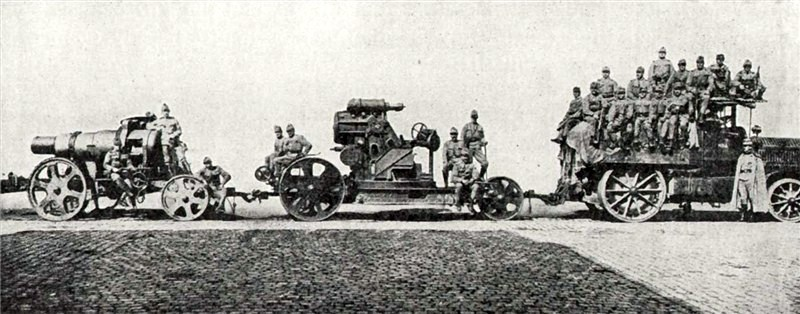
A cső, a bölcső és a személyzet továbbítása egy vontatóval 1914 körül

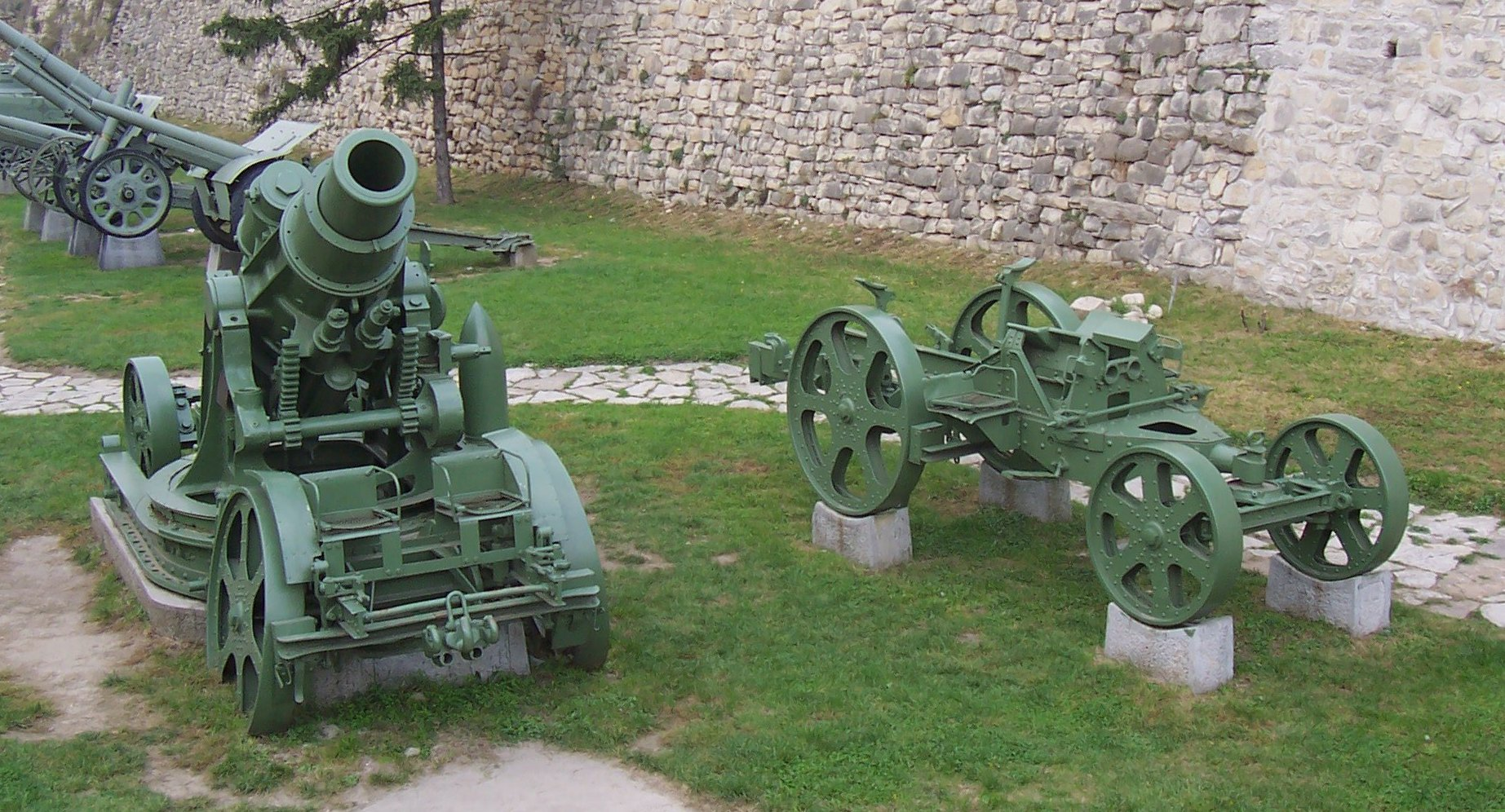
A mozsár a szállító kocsijával; a szállításhoz a csövet leszerelték a bölcsőről és a kocsin helyezték el

A fegyvert három részre szedve szállították egy 100 LE-s, 15 tonnás M.12 Austro-Daimler közúti vontató segítségével. A daraboknak, mint a cső és a talpazat, saját szállító kocsijuk volt. Az összeállításhoz és a tűzkésszé tételhez elegendő volt kb. 50 perc.
A mozsár kétfajta lövedékkel tudott tüzelni. A nehéz páncéltörő lövedék késleltetett gyújtóval készült, míg a könnyű lövedék csapódó gyújtóval (287 kg). Az utóbbi lövedék becsapódásakor egy nyolc méter széles és nyolc méter mély kráter keletkezett, továbbá minden embert megölt több mint 400 méteres sugarú körben.
A fegyvernek 15-17 fő kellett a kiszolgáláshoz és így a tűzgyorsasága 10-12 lövés volt óránként. A tüzelés után a cső automatikusan visszaállt a vízszintes töltési helyzetbe,
Az M.11-es típust 1916-ban továbbfejlesztették és ezután már csak az M.11/16 típust gyártották. A különbség elsősorban az volt, hogy a talpazatot úgy módosították, hogy képes legyen a 360 fokos oldalirányzásra. Még ugyanebben az évben elkészült egy új változat (M.16), amelynek hosszabb csöve (L/12) és nagyobb lőtávolsága (12 300 m) volt.
|                              | 1911M 30,5 cm-es mozsár | 1911/16M 30,5 cm-es mozsár | 1916M 30,5 cm-es mozsár |
| Űrméret (mm)                 | 305                     | 305                        | 305                     |
| Cső hossza (mm)              | 3050                    | 3050                       | 3660                    |
| Tömege tüzelőállásban (kg)   | 20830                   | 20800                      | 23014                   |
| Magassági irányzás (fok)     | +40 +70                 | +40 +75                    | +40 +70                 |
| Oldalirányzás (fok)          | 120                     | 120                        | 360                     |
| Lövedék tömege (kg)          | 287/382                 | 288/382                    | 290,8/385,3             |
| Lövedék kezdősebessége (m/s) | 334/407                 | 334/407                    | 380/450                 |
| Legnagyobb lőtáv (m)         | 9600/11000              | 11000                      | 11100/12300             |
| Tűzgyorsaság (lövés/óra)     | 10                      | n.a.                       | n.a.                    |

## Harci alkalmazás

### Első világháború

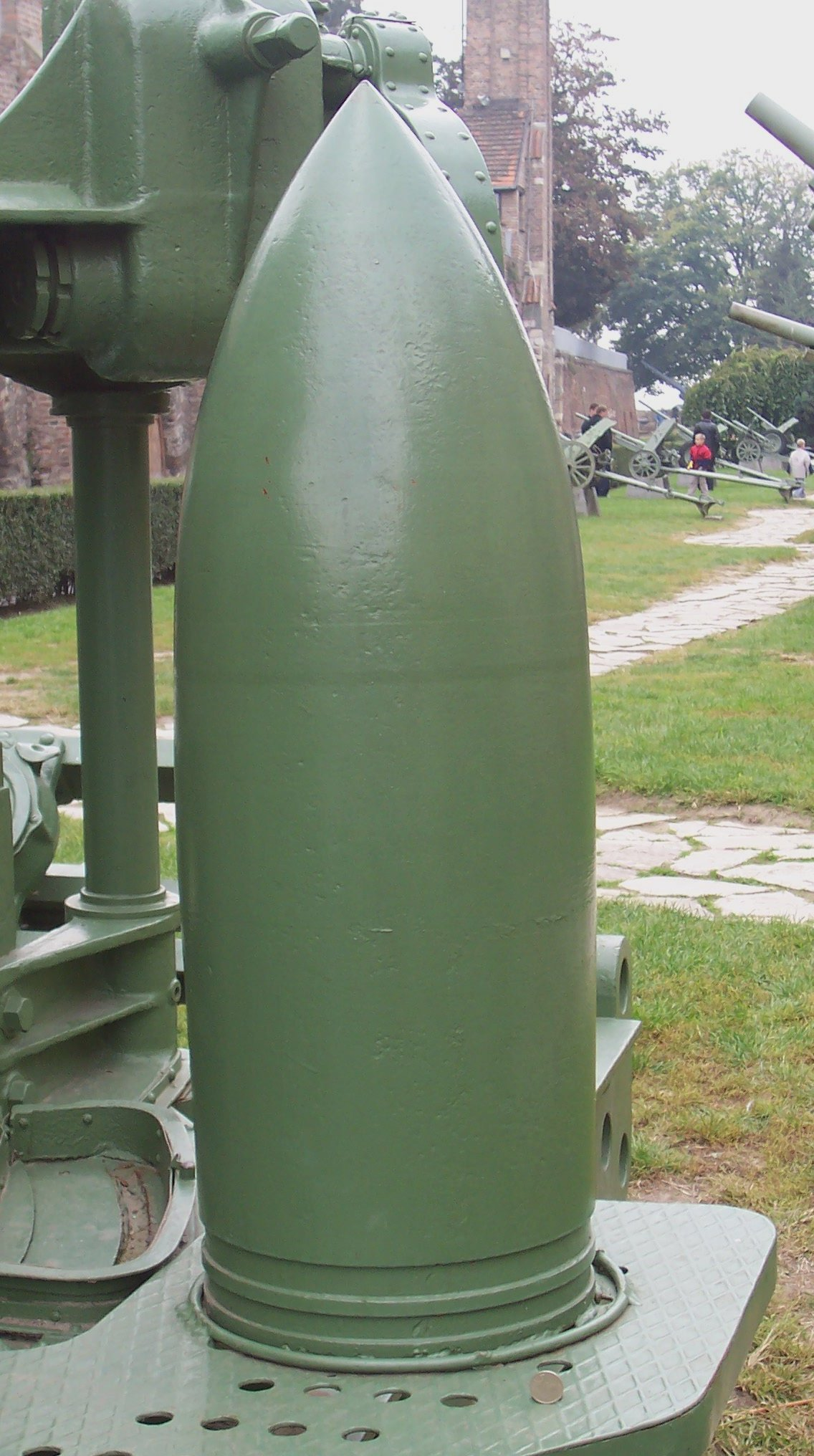
1911 típusú 305 mm-es gránát: az alap közelében egy 24 mm átmérőjű szerb 5 dináros érme látható

Nyolc mozsarat kölcsönadtak a Német Hadseregnek, amelyek az első lövéseket adták le a nyugati fronton, az első világháború kitörésekor. A német Krupp 42 cm-es mozsarakkal (Kövér Berta) együtt használták, hogy lerombolják a belga erődgyűrűket Liège, Namur és Antwerpen körül (koningshooikti, kesseli és broechemi erődöket). A nyugati fronton csak a háború elején használták, de a háború végéig alkalmazásban álltak a keleti, az olasz és a szerb fronton.
Az August von Mackensen német tábornok által vezetett, Szerbia elleni 1915-ös osztrák-magyar–német hadjárat folyamán 10 ilyen fajta mozsarat használtak. Ezek közül egy restaurálva megtalálható a Belgrádi Hadtörténeti Múzeumban.
A háború végére a három típusból összesen 79 darab maradt szolgálatban. Csak 24 darabot semmisítettek meg.
A két világháború között nagy számban volt hadrendben ez a mozsár Jugoszláviában (4 db. M.11 és 6 db M.16), Romániában, Olaszországban (23 db M.11, 16 db M.11/16, 16 db M.16), Csehszlovákiában 17 db M.16) és Magyarországon (3 db M.11, 2 db M.11/16). Ausztriában csak 2 darab maradt. Az egyik a Bécsi Hadtörténeti Múzeumban, a másik pedig gyakorló fegyverként Innsbruckban.

### Második világháború

#### A Harmadik Birodalom szolgálatában
Németország 1939-ben a 17 darab csehszlovák eredetű fegyvert lefoglalta és felújíttatta őket, A nevüket pedig 30.5 cm Mörser (t) változtatta. Jugoszlávia elfoglalása után újabb 5 fegyverrel bővült a készlet. Ezeket is szolgálatba állította és az új megnevezésük 30.5 cm Mörser 638(j) lett. A második világháború alatt nehéz tüzérségi zászlóaljakba (schwere Artillerie-Abteilungen 624, 641, 815), továbbá két nehéz beépített tüzérségi zászlóaljba (schwere Artillerie-Batterie (bodenstandig) 230, 779) osztotta be őket. Részt vettek Lengyelország, Franciaország és a Szovjetunió elleni hadműveletekben. Legalább egy darab 30.5 cm Mörser 639(j) mozsár az Adriai-tengernél látott el partvédelmi feladatokat. Lehetséges, hogy ez a jugoszlávok által feljavított 305 mm M 11/30 típus volt.

#### A m. kir. Honvédség szolgálatában
Az első világháború végén Magyarország területén öt darab maradt ebből a típusú fegyverből (M.11 és M.11/16). Darabjaira szedve, rejtve tárolták őket, nehogy az antant ellenőrző bizottsága lefoglalja őket. A háború közeledtével a felújításuk mellett döntöttek. Továbbításukra az olasz gyártmányú, elavult Breda 32.M tüzérségi vontatókat rendszeresítették, 1932-től.
A fegyvereket 1938-ban a 101. és 102. tüzérosztályba sorolták be. Részt vettek a Jugoszlávia és a Szovjetunió elleni hadműveletekben.
A Magyar 2. hadsereg hadsereg-közvetlen alakulatai közé 1942 decemberében került négy üteg (151–154. terjedő hadrendi számmal).
Az 1943. évi téli harcok során kettő kivételével valamennyi mozsár megsemmisült.

### Megmaradt példányok
Ma csak négy darab megmaradt példányról tudunk; az első három M.11 Roveretóban, Olaszországban (Museo Storico Italiano della Guerra), a második a Belgrádi Hadtörténeti Múzeumban, harmadik egy M.16-ossal együtt Bukarestben található.